# La Défense
La Défense (Phòng thủ) là một khu vực đô thị nằm ở ngoại ô thành phố Paris. Đây là khu phố văn phòng quan trọng bậc nhất châu Âu, với nhiều nhà chọc trời, tập trung những công ty lớn hàng đầu Pháp cũng như thế giới. Nằm ở Neuilly-sur-Seine thuộc Hauts-de-Seine, La Défense là điểm kéo dài của Axe historique được bắt đầu từ bảo tàng Louvre trong trung tâm Paris, tới đại lộ Champs-Élysées, Khải Hoàn Môn rồi thẳng đến Grande Arche.
Tập trung một số lượng lớn nhà chọc trời, như các tháp Gan, Areva, Total, EDF... La Défense có tới 3 triệu mét vuông văn phòng và 230.000 m² dành cho thương mại. Được quy hoạch thành khu vực hiện đại nằm ngoài Paris cổ, ở đây tập trung 150.000 nhân viên làm việc với 1500 công ty, trong đó có 14 trong số 20 công ty hàng đầu của Pháp và 15 trong số 50 công ty hàng đầu thế giới.
Trung tâm của La Défense là một sân lớn, nơi có Grande Arche, một trong những công trình nổi tiếng của Paris. Khu vực La Défense còn tập trung khoảng 60 tác phẩm điêu khắc ngoài trời, phần đa đều có kích thước lớn và theo phong cách hiện đại. Tác phẩm Stabile Rouge của Alexander Calder cao 15 mét gần tháp Total. Đài phun nước của Yaacov Agam nằm ở phía Đông. Cheminée của Raymond Moretti cao 32 mét. Pouce của César Baldaccini, một ngón tay cái không lồ cao 12 mét. Trong khu thương mại Quatre Temps cũng có một tác phẩm của Joan Miró.

Toàn cảnh La Défense về đêm.

## Lịch sử
Cái tên La Défense được lấy từ tác phẩm điêu khắc La Défense de Paris. Đây là một tác phẩm điêu khắc bằng đồng của Louis-Ernest Barrias, ca ngợi các chiến sĩ Pháp đã bảo vệ Paris trong cuộc chiến tranh Pháp-Phổ, được hoàn thành năm 1883 nằm ở Courbevoie, ngoại ô thành phố.

### Từ 1958 tới thập niên 1970
Năm 1958, Chính phủ Pháp cho thành lập cơ quan EPAD với mục đích xây dựng và quản lý La Défense. Công trình đầu tiên của khu vực này là Trung tâm công nghiệp và kỹ thuật mới (Centre des nouvelles industries et technologies CNIT) do các kiến trúc sư Robert Camelot, Jean de Mailly và Bernard Zehrfuss thiết kế hoàn thành năm 1958 và được Tổng thống Charles de Gaulle khách thành nhân dịp Triển lãm hoa. Một bản thiết kế quy hoạch được chính phủ phê chuẩn năm 1964. Các tòa nhà theo bản thiết kế đầu tiên này được gọi là thế hệ thứ nhất, tuân thủ quy định kích thước: chiều cao dưới 100 mét và diện tích dưới 30.000 m². Hai tòa nhà Esso và Nobel được xây dựng dần thay thế các nhà máy cơ khí và ô tô, các khu dân cư nghèo và một vài trang trại ở khu vực đó. Tháp Nobel của kiến trúc sư Jean de Mailly là tòa nhà cao tầng đầu tiên vươn hẳn lên ở La Défense.
Đầu những năm 1970, để đáp ứng các đòi hỏi, những tòa nhà thế hệ hai được xây dựng. Bản thiết kế năm 1964 được thay đổi. Các tháp lớn hơn được xây dựng, như tháp Fiat 44 tầng cao 184 m. Nhưng đến năm 1973, cuộc khủng hoảng kinh tế làm công việc xây dựng chậm lại. Trong vòng bốn năm, không một mét vuông văn phòng nào bán được.

### Thập niên 1980 và 1990
Đầu thập niên 1980, để phục hồi xây dựng ở La Défense, các tháp thế hệ ba được khởi công với chi phí tiết kiệm: hẹp hơn và thấp hơn như tháp Pascal, tháp Voltaire và cả khu Michelet. Năm 1981, trung tâm thương mại Quatre Temps rộng 100.000 m², đứng đầu châu Âu khi đó, được xây dựng. Năm 1982, theo ý của tổng thống François Mitterrand, một cuộc thi kiến trúc được tổ chức cho công trình biểu tượng của La Défense, và kết quả là tác phẩm Grande Arche của kiến trúc sư Johann Otto von Spreckelsen. Cũng thời kỳ này, nhiều khách sạn được xây dựng và tới 1 tháng 4 năm 1992, tuyến tàu điện ngầm số 1 nối La Défense với trung tâm Paris.
Năm 1991, đã có một kế hoạch xây dựng tháp Sans Fins cao 426, đứng thứ nhì thế giới thời điểm đó sau Sears Tower của Chicago, nhưng cuối cùng bị hủy bỏ. Năm 1993, La Défense gặp phải khủng hoảng lần thứ hai và phải đến 1997 mới hồi phục.
Ngày nay, La Défense là một trong những khu vực văn phòng quan trọng nhất châu Âu. Nhiều nhà băng, công ty đã rời bỏ trung tâm Paris chuyển tới đây. Không chỉ có các văn phòng làm việc, La Défense cũng là một trung tâm về thương mại và giải trí. Giao thông công cộng, ga La Défense là điểm đỗ của tàu điện ngầm tuyến số 1, RER A, Tramway T2, các tàu Transilien U và L.

## Dự án La Défense 2015
Hiện nay dự án La Défense 2015 đang được thực hiện với 110.000 m² nhà ở và 850.000 m² văn phòng (500.000 m² mới và 350.000 m² xây lại). Các tháp thế hệ này sẽ có chiều cao trên 300 m. Trung tâm thương lại Les Quatre Temps cũng sẽ được xây dựng lại. Cùng với đó là thêm các tuyền giao thông công cộng sẽ được nối dài đến La Défense như RER E, tramway T2. Các không gian xanh và khu vực công cộng sẽ được bố trí lại. Từ tháng 2 năm 2007, một vài dự án đã được khởi động:
- Tháp Generali diện tích 90.000 m² và cao 318 m của tập đoàn Generali.
- Tháp Phare của công ty Unibail-Rodamco cao khoảng 300 m sẽ hoàn thành năm 2012.
- Tháp Majunga cũng của Unibail-Rodamco cao 195 m, hoàn thành 2011.

## Thống kê
Một vài con số về La Défense theo thống kê của EPAD.
- 1.500 công ty trong đó có 14 trong số 20 công ty hàng đầu của Pháp và 15 trong số 50 công ty hàng đầu thế giới.
- 3 triệu mét vuông văn phòng.
- 230 000 m² dành cho thương mại. Trong đó trung tâm Quatre Temps chiến 130 000 m².
- 2 600 phòng khách sạn.
- 50 nhà hàng và quán cà phê.
- 150 000 nhân viên làm việc.
- 20 000 dân cư.
- 90 000 m² đường đi lại, trong đó 60 000 m² có mái che.
- 16 tuyến buýt RATP.
- 17 km hệ thống ống dẫn.
- 31 ha không gian cho người đi bộ chia làm 12 khu.
- 100 thang máy.
- 50 thang máy cuốn.
- 60 tác phẩm điêu khắc đương đại.
- 11 ha không gian xanh.
- 10 km hệ thống tự động tưới cây.

## Sự giáo dục
- EDC Paris Business School
- EPITA
- ESSEC Business School
- IA Institut
- ICN Business School
- IÉSEG School of Management

## Danh sách nhà cao trên 100 mét thuộc La Défense
| TT | Tòa nhà                       | Xây dựng | Chức năng  | Cao (mét) | Tầng |
| 1  | Tháp Total                    | 1985     | Văn phòng  | 187       | 48   |
| 2  | Tháp Areva                    | 1974     | Văn phòng  | 184       | 44   |
| 3  | Tháp Gan                      | 1974     | Văn phòng  | 179       | 44   |
| 4  | Tháp Alicante                 | 1995     | Văn phòng  | 167       | 37   |
| 4  | Tháp Chassagne                | 1995     | Văn phòng  | 167       | 37   |
| 6  | Tháp EDF                      | 2001     | Văn phòng  | 165       | 41   |
| 7  | Cœur Défense                  | 2001     | Văn phòng  | 161       | 40   |
| 8  | Tháp Assur                    | 1974     | Văn phòng  | 159       | 39   |
| 9  | Tháp Adria                    | 2002     | Văn phòng  | 155       | 40   |
| 9  | Tháp Égée                     | 1999     | Văn phòng  | 155       | 40   |
| 11 | Tháp Ariane                   | 1975     | Văn phòng  | 152       | 36   |
| 12 | Tháp CBX                      | 2005     | Văn phòng  | 142       | 36   |
| 13 | Tháp Défense 2000             | 1974     | Khu căn hộ | 136       | 46   |
| 14 | Tháp Europlaza                | 1995     | Văn phòng  | 135       | 31   |
| 15 | Tháp Descartes                | 1988     | Văn phòng  | 130       | 40   |
| 16 | Tháp Les Poissons             | 1970     | Hỗn hợp    | 128       | 42   |
| 17 | Tháp France                   | 1973     | Khu căn hộ | 126       | 40   |
| 18 | Tháp Franklin                 | 1972     | Văn phòng  | 120       | 33   |
| 19 | Tháp Sequoia                  | 1990     | Văn phòng  | 119       | 33   |
| 19 | Tháp Winterthur               | 1973     | Văn phòng  | 119       | 33   |
| 21 | Tháp Michelet                 | 1985     | Văn phòng  | 117       | 34   |
| 21 | Tháp CB16                     | 2003     | Văn phòng  | 117       | 32   |
| 23 | Tháp Neptune                  | 1972     | Văn phòng  | 113       | 28   |
| 23 | Préfecture des Hauts-de-Seine | 1974     | Văn phòng  | 113       | 25   |
| 25 | Grande Arche                  | 1989     | Hỗn hợp    | 110       | 37   |
| 25 | Tháp Manhattan                | 1975     | Văn phòng  | 110       | 32   |
| 25 | Tháp Aurore                   | 1970     | Văn phòng  | 110       | 29   |
| 28 | Tháp Eve                      | 1975     | Hỗn hợp    | 109       | 30   |
| 28 | Tháp Initiale                 | 1967     | Văn phòng  | 109       | 30   |
| 30 | Tháp Aillaud 1                | 1976     | Khu căn hộ | 105       | 39   |
| 30 | Tháp Aillaud 2                | 1976     | Khu căn hộ | 105       | 39   |
| 32 | Tháp Gambetta                 | 1975     | Khu căn hộ | 104       | 37   |
| 33 | Tháp Cèdre                    | 1998     | Văn phòng  | 103       | 26   |
| 34 | Tháp Opus12                   | 1973     | Văn phòng  | 100       | 27   |
| 34 | Tháp Athéna                   | 1984     | Văn phòng  | 100       | 25   |